# Hiệp hội bảo tồn Động vật hoang dã
Hiệp hội bảo tồn Động vật hoang dã hay WCS, được thành lập vào năm 1895 với tên "Hiệp hội Động vật học New York" (NYZS), Hoa Kỳ. Hiệp hội hiện đang hoạt động để bảo tồn hơn 2 triệu dặm vuông ở những nơi hoang dã trên toàn thế giới.
Chủ tịch và Giám đốc điều hành của tổ chức này là Cristián Samper, nguyên Giám đốc Bảo tàng Quốc gia Lịch sử tự nhiên Hoa Kỳ thuộc Viện Smithsonian. Đặt cơ sở tạ tại 65 quốc gia, với 200 tiến sĩ khoa học tham gia hoạt động điều hành. WCS quản lý, cùng với Sở thú Bronx, 4 công viên động vật hoang dã của thành phố New York là Sở thú Công viên Trung tâm, New York Aquarium, Sở thú Prospect Park và Vườn thú Queens . Tổng cộng các sở thú này có 4 triệu du khách đến tham quan mỗi năm. Tất cả các cơ sở ở thành phố New York đều được Hiệp hội các vườn thú và thủy cung Hoa Kỳ (AZA, Association of Zoos and Aquariums) công nhận.

## Sứ mệnh và Tầm nhìn
Tính đến thời điểm hiện tại, WCS đang thực hiện khoảng 500 dự án tại hơn 60 quốc gia trên thế giới nhằm giúp bảo vệ cả động vật hoang dã và những nơi hoang dã nơi chúng sinh sống. Tổ chức này nỗ lực bảo vệ 25% đa dạng sinh học của thế giới khỏi khỉ đột châu Phi và hổ châu Á đến vẹt đuôi dài ở Nam Mỹ và cá mập, cá voi và rùa du hành qua biển của hành tinh. Trong những năm gần đây, WCS đã tích cực làm việc tại các khu vực xung đột như Afghanistan, Nam Sudan và Myanmar, nơi các thỏa thuận về tài nguyên động vật hoang dã đã góp phần vào hòa bình và ổn định. Hơn 4 triệu người ghé thăm các công viên động vật hoang dã của WCS tại thành phố New York mỗi năm.
Tại hội nghị Iwt Hà Nội Lưu trữ ngày 9 tháng 11 năm 2019 tại Wayback Machine 2016 (Hanoi Conference on Illegal Wildlife Trade). WCS cùng 12 tổ chức khác đã ký bản cam kết về chống buôn bán trái phép động vật, thực vật hoang dã. Đồng thời, hỗ trợ các nước trong tuyên bố chung thực hiện bảo tồn động thực vật trên thế giới.

## Các vùng ưu tiên
- Beringia Bắc Cực, gồm bờ biển Bắc Cực và các vùng biển của Alaska, phía Tây Canada và Đông Nga.
- Đường trục của lục địa Bắc Mỹ (rừng lá kim ở Bắc Mỹ)
- Rừng Bắc Mỹ phía đông (Adirondack, Bắc Ontario, và khu rừng phía bắc)
- New York Seascape (bờ biển và vùng biển của Trung Đại Tây Dương)
- Trung Mỹ & Tây Caribbe (rừng, bờ biển và các rạn san hô ở Belize, Cuba, Guatemala, Honduras và Nicaragua)
- Andes, Amazon và Orinoco (rừng, đồng cỏ và đất ngập nước của Bolivia, Brazil, Colombia, Ecuador, Peru và Venezuela)
- Patagonia (Bờ biển của Argentina và Chile)
- Trung Phi & Vịnh Guinea (rừng và bờ biển, bao gồm Burundi, Cameroon, Cộng hòa Dân chủ Congo, Guinea Xích Đạo, Gabon, Nigeria, Cộng hòa Congo, Rwanda và Uganda)
- Rừng & Savanna Đông Phi (Savanna, rừng gỗ, và rừng bao gồm Kenya, Mozambique, Nam Sudan, Tanzania, Uganda và Zambia)
- Madagascar & Tây Ấn Độ Dương (rạn san hô, rừng đảo Kenya, Madagascar, Mozambique và Tanzania)
- Núi & đồng cỏ ôn đới châu Á (đồng cỏ, rừng, núi và miền trung và đông bắc châu Á)
- Nam Á và Vịnh Bengal (Bangladesh, Bhutan, Ấn Độ và Nepal)
- Vùng hạ lưu sông Mekong (Campuchia, Lào, Myanmar, Thái Lan và Việt Nam)
- Vùng đảo Đông Nam Á (rừng, bờ biển, và rạn của Indonesia và Malaysia)
- Melanesia ("Giồng đất đến rạn san hô" ở Fiji, Papua New Guinea, và Quần đảo Solomon)